# Перескакування між мовами
Перескакування між мовами (англ. code switching — «перемикання коду») — лінгвістичний феномен переходу від однієї мови на іншу і назад під час розмови носіїв двох мов.
Раніше вважалося, що перескакування між мовами не підпадає під семантичні правила. Деякі лінгвісти не згодні з цим. Одна група лінгвістів вважає, що перескакування між мовами є скоріше лексичною необхідністю певних груп носіїв декількох мов. Інші дослідники дотримується думки, що перескакування між мовами — це стала форма спілкування, яка залежить від того, де і між ким відбувається розмова.
У світі відомо багато прикладів перескакування між мовами.
Родини іммігрантів перескакують з рідної мови на мову нового середовища і навпаки у повсякденному спілкуванні. Наприклад, перша і друга хвилі іммігрантів до Франції з Північної Африки, Тунісу і Алжиру.
У США, які мають велику іспаномовну громаду, спостерігається перескакування між англійською й іспанською мовами. Це явище отримало назву Спангліш. У Сингапурі багатомовне середовище розмовляє на так званому сингліші — мішанині англійської і китайських мов. Поширене перескакування між мовами у російських татар, особливо у містах.
Інший зразок цього явища це перескакування між англійською і французькими мовами у Канаді, де воно отримало назву Франгле. Якщо просте населення провінції Квебек, Нью-Брансвік просто мішає мови, називаючи це жоаль, то канадські політики й урядовці федерального рівня використовують франглє умисно, щоб підкреслити свою двомовність[джерело?]. Франглє і жоаль скоріш потрібно розглядати як два споріднених, але різних мовних явища.

## Становище в Україні
Схожим чином у сучасній Україні можна говорити про два схожих явища: перескакування між мовами та перемішування мов. Політики та ведучі телепрограм широко використовують саме перескакування між мовами (між українською і російською). Часто для опису практики постійного змішування української та російської на українських телеканалах та в радіоефірі, яка мала місце у 2000-2010-х роках, вживають термін «мовна шизофренія». Прості українці, особливо поза великими містами довільно перемішують ці дві мови, що утворює суржик. Хоча суржик має глибоке історичне коріння  і часто перемішаний з оригінальними місцевими діалектами[джерело?], він вважається неграмотною мовою в Україні.
Як різницю між перескакуванням між мовами та перемішуванням мов можна взяти частоту перемішування. Як у Канаді, так і в Україні перескакування між мовами відбувається здебільшого між фразами або між реченнями. Натомість, жоаль і суржик змішують слова в межах одного речення.
Українці Канади жартома називають цей феномен перескакування між українською й англійськими мовами half-напів (гаф-напів). Приклад діалогу українців в Канаді:
- «- So, how are you doing, Наталя?»
- «- Not bad, Marta. Щойно повернулася з недільної служби у церкві.»